# 郭芳 (1970年)
郭芳（1970年10月—），女，汉族，福建德化人，中華人民共和國政治人物。曾任中共上海市委常委、上海市人民政府副市长、上海行政学院院长，现任中华人民共和国生态环境部党组成员、副部长，中共第二十届中央候补委员。

## 生平

### 上海
1988年至1992年，就读于中国人民大学工业经济系工业企业管理专业，获经济学学士学位。1992年毕业后，于上海的基层单位任职，曾在松江区、黄浦区、普陀区、徐汇区等地工作。2017年9月，任上海市环境保护局党委书记、副局长。2018年机构改革，继续担任上海市生态环境局党组书记、副局长。
2019年4月，任中共上海市奉贤区委副书记、副区长、代区长，同年7月当选为区长。2021年2月，调任中共上海市虹口区委书记。
2022年6月，当选为中共上海市委常委。同年10月，于中共二十大上当选为中国共产党第二十届中央委员会候补委员。2023年1月，兼任上海市人民政府副市长。

### 生态环境部
2023年6月，调任生态环境部党组成员、副部长。